# Novobydžovská radnice
Novobydžovská radnice je novogotická budova na Masarykově náměstí v Novém Bydžově. Je sídlem městského úřadu a dominantou náměstí a je chráněna jako kulturní památka České republiky.

## Historie

### První radnice[2]
Původní radnice je v pramenech zmíněna až k roku 1462. Zápis v novobydžovské Knize svědomí z let 1311-1470 ze dne 21. října 1462 uvádí spor mezi řemeslníky a městskou obcí o placení šosovného, který rozsoudila majitelka panství Eliška z Vartenberka. V zápise se doslova uvádí: „A potom kázala jest paní milost svolati obec svým slovem. I sešli sú sie na rathúz conšielé, obec i řemesla...“
Zápis z 23. března 1463 z jednání soudu za rychtáře Epika a purkmistra Jana Děda zmiňuje, že Dorota, vdova po Antošovi Herynkáři, odkázala muži Matějovi kromě jiného „Item domek, kterýž jest podle rathúzu.“
První radnice se znovu krátce objevuje v pramenech až za nové vrchnosti - Pernštejnů. V rozsáhlém privilegiu Viléma z Pernštejna z roku 1517 k různým oblastem života měšťanů je dvakrát připomínána v souvislosti s poplatky za vystěhování obyvatele města za živností jinam a za propuštění sirotka odcházejícího za lepším mimo město.
Z konce 40. let 16. století zaznamenáme dvě další stručné zmínky o první radnici. V Knize trhové a gruntovní z let 1550 až 1646 se zachoval přímo klíčový dokument - zápis o prodeji staré radnice datovaný 30. lednem 1581. K tomuto datu je zapsáno, že „pan purkmistr a radda města Nového Bydžova a páni starší obecní i na místě celé obce prodali rathauz starej Matějovi Netolickému z Florentina za summu 600 kop míš. Zavdal 200 kop míš., platiti má každého roku po 15 kopách grošů při času sv. Jiří, počnouce Létha 1582 až do zaplacení vší summy.“
Díky přesnějším zápisům je určení domu staré radnice zcela jednoznačné. Jde o nárožní dům na jižní frontě novobydžovského náměstí vpravo při cestě do Chlumce nad Cidlinou, nynější č. p. 18 (levá část).
Při prodeji domu Václavu Mezeřickému v roce 1611 je doslovně zapsán „dům, jenž starej rathauz slove, ležící vedle domu Jana Jelínka s jedné a ulice jdouce k krchovu z strany druhé.“ Týž dům byl v roce 1617 prodán Mikuláši Střelkovi, „v lékařském umění doktoru“, a v roce 1621 hostinskému Janu Fingerovi. I tento dům byl tehdy dřevěný a po třicetileté válce byl v berní rule z roku 1653 zapsán mezi pustými  místy, podobně jako sousední dům vpravo. Na základě žádosti potom rychtář a radní prodali Šimonu Strakovi v roce 1670 „místo pusté a prázdné, kdež někdy před lety rathauz starý, slove dům Fingarovský býval, vedle místa pustého, slove Kolínovskýho z jedné a ulice jdoucí k kostelu z strany druhé.“

### Stará radnice

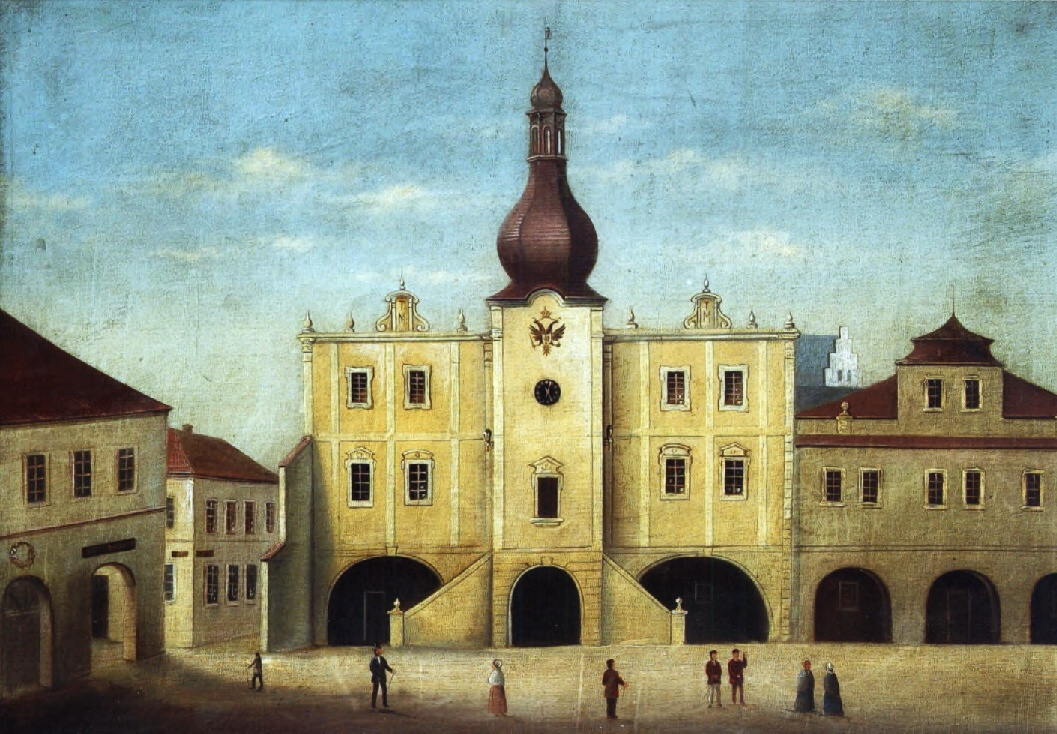
Stará radnice v Novém Bydžově. Obraz uložený v Městském muzeu v Novém Bydžově

Nová kamenná radnice v renesančním slohu musela měšťanům sloužit nejpozději od roku 1580. Její stavba tedy spadá do období vlády Maxmiliána II. (1564-1576) neboo Rudolfa II. (1576-1611). Bohužel o její stavbě se z dobových pramenů nedozvíme nic. Renesanční radnice prošla později barokními a klasicistními úpravami než byla v roce 1862 rozbořena a částečně využita ke stavbě novogotické radnice.
Novogotická radnice vznikla v místě původní renesanční a barokní stavby a vedlejšího tzv. Hruškovského domu. Z původní stavby se zachovaly do přestavované novogotické radnice prostory přízemí levé části a podvěží se dvěma poli křížově zaklenutého podloubí a dvou dalších místností - první s valenou klenbou se dvěma lunetami a druhé s křížovou klenbou. Nyní je v těchto prostorech obřadní síň.

### Novogotická radnice
Hlavním motivem výstavby nové radnice bylo zrušení vrchnostenské správy po roce 1848 a snahy Bydžova získat pro město vyšší politický úřad. V minulosti se tak Bydžovským povedlo v roce 1751, kdy se město stalo za tereziánských reforem centrem nově zřízeného Bydžovského kraje. Proto v roce 1858 schválila městská rada výstavbu nové radnice. Projekt nové radnice byl zadán nejprve architektu J. Laušmanovi, ale jeho návrh se městské radě nelíbil. Proto byl požádán o nový návrh chlumecký hraběcí architekt Josef Míča. I jeho návrh, zejména radniční věž, sklidil od městské rady připomínky. Přesto se však začalo v roce 1862 s demolicí původní radnice a jednoho ze sousedních domů, čímž se prostor pro výstavbu nové radnice zvětšil. Mezitím architekt Míča původní návrh dle připomínek upravil a tak byla v roce 1863 zahájena výstavba nové radnice, která byla slavnostně otevřena v roce 1865.

## Architektura

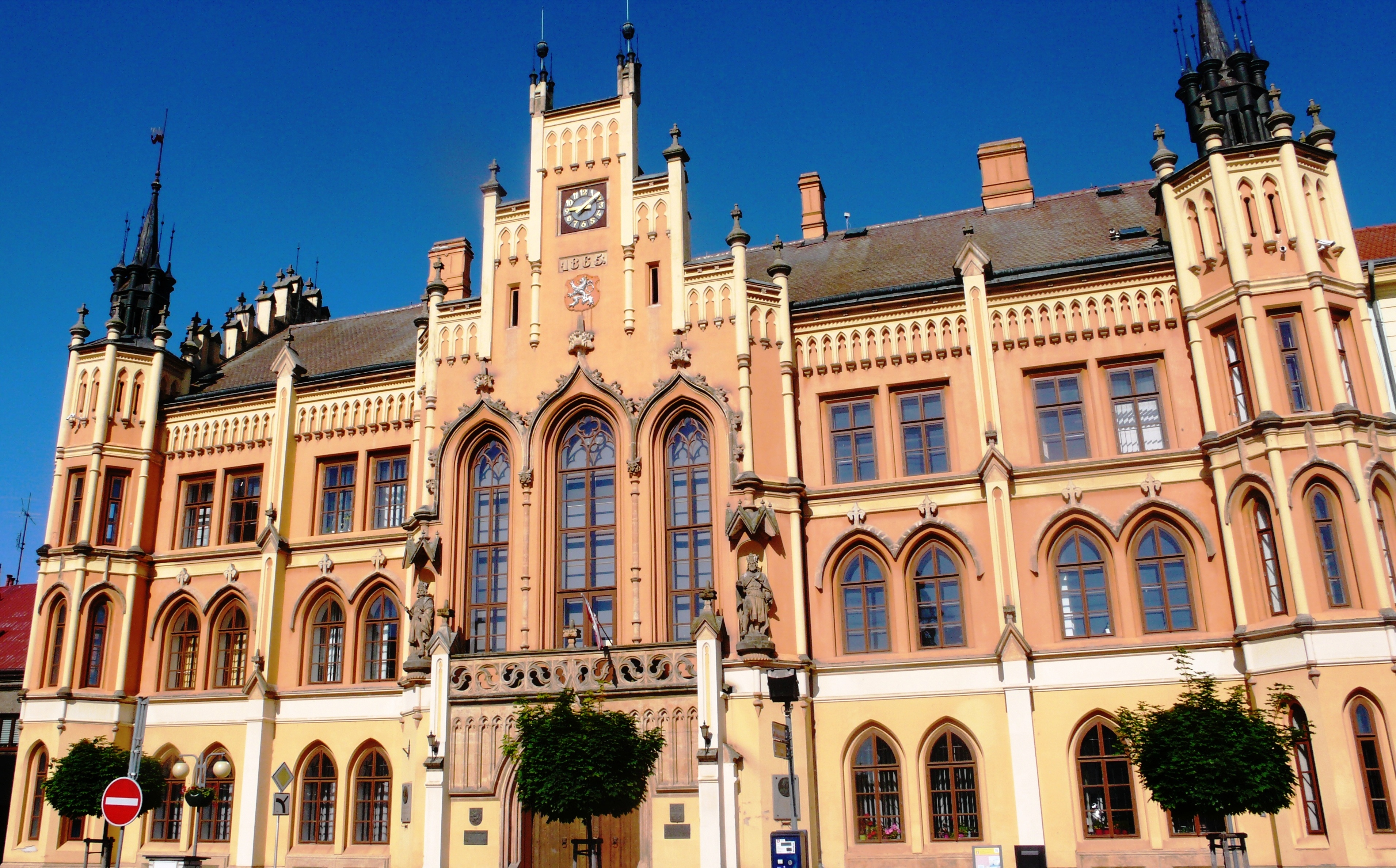
Novogotická radnice z let 1862 až 1865

Z dvoupatrové budovy vyniká výrazný střední rizalit a nárožní věžičky. Vstup do budovy je širokým průjezdem ve středním traktu. Nad tímto průjezdem prostupuje prvním a druhým patrem velká zasedací síň osvětlená třemi vysokými okny s lomeným obloukem. Rizalit je zakončen vysokým štítem s hodinami. Na vybavení zasedací síně se podíleli řezbář V. Žabka a akademický malíř L. Nejedlý. V roce 1891 bylo průčelí radnice v patře doplněno plastikami králů Karla IV. a Jiřího z Poděbrad sochaře Josefa Bartha.